# Dekalogi
En dekalogi är ett verk som omfattar tio delar. Exempelvis kallas De tio budorden ibland "Dekalogen".

## Exempel
- Dekalogen - en filmserie av Krzysztof Kieślowski
- Mission Earth - en roman i tio delar av L. Ron Hubbard
- Hamilton-serien som var en dekalogi till och med En medborgare höjd över varje misstanke
- Sjöwall Wahlöös Roman om ett brott
- Håkan Nessers böcker om van Veeteren
- Jan Guillous serie Det stora århundradet
- PAX - en barnboksserie i 10 delar av Åsa Larsson och Ingela Korsell.